# Rébellion Shinpūren
Rébellions de l'ère Meiji
Batailles
Rébellion Shinpūren
Rébellion d'Akizuki
Rébellion de Hagi
Rébellion de Satsuma
- Kumamoto
- Tabaruzaka
- Shiroyama

Incident de Chichibu
La rébellion de la Société du Vent Divin (神風連の乱, Shinpūren no ran / Jinpūren no ran) de 1876 est l'une d'un certain nombre de révoltes d'anciens samouraï qui ont lieu au début de l'ère Meiji contre le nouveau gouvernement de Meiji du Japon. La rébellion commence à Kumamoto le 24 octobre 1876.

## Contexte
À la suite de la restauration de Meiji de 1868, de nombreux membres de l'ancienne classe des samouraï sont mécontents de la direction dans laquelle s'engage le pays. L'abolition de leur ancien statut social privilégié de l'ordre féodal fait également disparaître leurs revenus et la mise en place de la conscription rend obsolète une grande partie de leur ancien rôle dans la société. La très rapide modernisation (« Occidentalisation ») du pays se traduit par des changements massifs dans la culture japonaise, vêtements et coutumes, et apparaît à beaucoup de samouraïs comme une trahison du slogan (« expulser les barbares »), partie de la justification du mouvement Sonnō jōi utilisée pour renverser l'ancien shogunat Tokugawa. Le Shinpūren est une société politique extrémiste et xénophobe d'anciens samouraï de la préfecture de Kumamoto menés par Ōtaguro Tomoo (1835-1876), issue de l'enseignement de Hayashi Ōen,. Les membres de ce mouvement ne se satisfont pas de l'arrêt de l'occidentalisation ; ils veulent revenir en arrière et éradiquer toute trace de celle-ci, y compris le port de vêtements occidentaux, l'utilisation du calendrier occidental et même l'utilisation des armes occidentales. Les membres portent en tout temps du sel sur eux pour effectuer des rituels de purifications des influences étrangères polluantes, comme l'électricité, les chemins de fer et même les prêtres bouddhistes. Ils sont furieux des décrets gouvernementaux autorisant les étrangers à acheter des terres au Japon afin de permettre aux missionnaires de répandre la religion chrétienne et interdisant le port des épées. Une rumeur selon laquelle l'empereur Meiji prépare un voyage à l'étranger est la goutte d'eau qui fait déborder le vase.

## La révolte

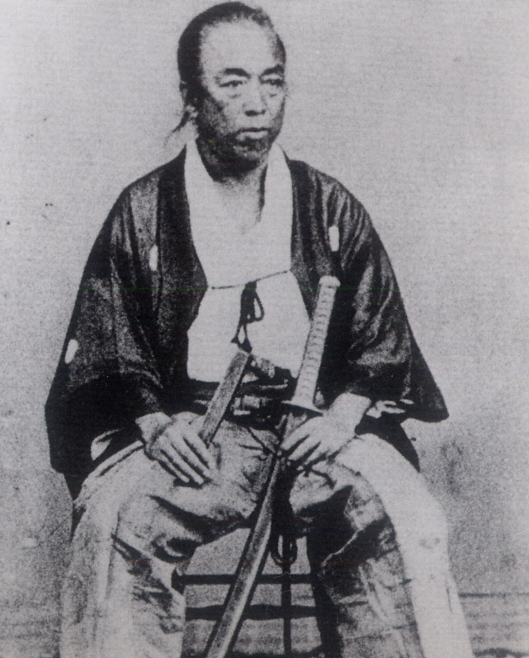
Yasuoka Ryosuke, le gouverneur de la préfecture de Kumamoto, victime de la rébellion la Société du Vent Divin.

Otaguro est également prêtre shinto et après plusieurs tentatives de divination perçoit ce qu'il considère être l'autorisation divine de mener une insurrection. Comme le gouvernement de Meiji a fait appel à la garnison de l'Armée impériale japonaise stationnée à Kumamoto pour écraser la rébellion de Saga, la ville de Kumamoto n'est elle-même que seulement légèrement défendue. Le 24 octobre, après l'envoi de messages à des groupes similaires dans d'autres han, Otaguro conduit ses 200 hommes à l'attaque. Il divise sa force en escouades. Une équipe lance un assaut surprise de nuit sur les casernes de la garnison de Kumamoto, ne faisant aucun quartier et ne montrant aucune pitié, même pour les blessés ou les soldats désarmés, en raison de leur haine de l'armée de conscrits, dont beaucoup sont issus des milieux paysans. Quelque 300 hommes de la garnison sont abattus ou blessés. Une deuxième équipe détruit le bureau du télégraphe bien que cela a pour effet de couper les rebelles de leurs possibles alliés. Une troisième équipe attaque les bureaux et résidences des fonctionnaires préfectoraux, tuant le gouverneur commandant de la garnison de Kumamoto et son chef d'état-major.

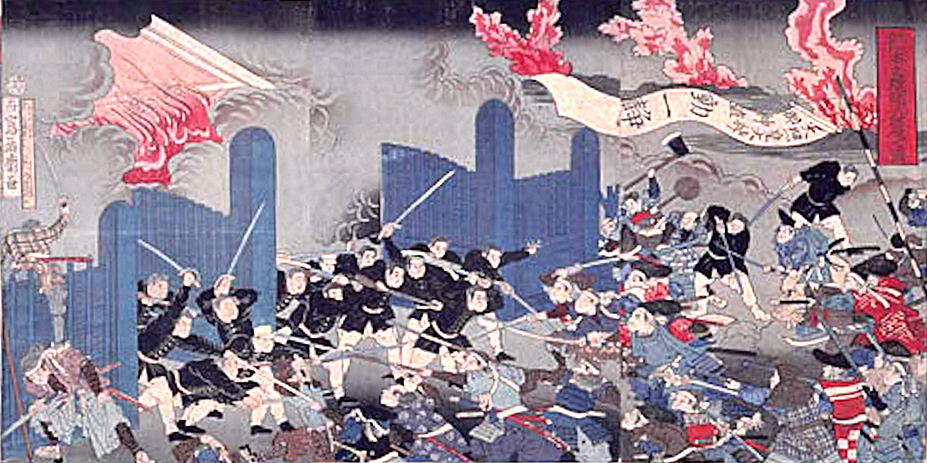
Répression de la rébellion la Société du Vent Divin.

Cependant, une fois que les officiers survivants de la garnison ont surmonté leur surprise face à l'attaque, le nombre supérieur, et en particulier la puissance de feu supérieure des armes modernes des défenseurs, inversent la tendance. Les rebelles sont décimés et Otaguro, grièvement blessé, demande que l'un de ses disciples lui coupe la tête. Après sa mort, beaucoup de ses compagnons l'imitent et commettent le seppuku. La bataille est finie le lendemain matin, mais un état d'urgence reste en vigueur à Kumamoto jusqu'au 3 novembre.
Les tombes des quelque 123 membres de la Société se trouvent dans le parc du sanctuaire Sakura-yama à Kumamoto. Beaucoup de ceux qui sont tombés étaient encore adolescents ou au début de la vingtaine, ce qui indique que leur attachement aux traditions samouraï reposaient plus sur le romantisme d'un idéal passé imaginaire plutôt que d'une expérience personnelle réelle.

## Conséquences
À l'époque, la rébellion la Société du Vent Divin a un effet d'entraînement, suscitant les rébellions d'Akizuki et de Hagi dans les jours qui suivent. Bien que cette rébellion a complètement échoué, le fait qu'un petit nombre d'hommes peu équipés mais déterminés puisse créer un tel état de panique et vaincre une force si supérieure s'avère être une source d'inspiration pour les sociétés secrètes politiques jusqu'à la fin de l'empire du Japon en 1945.
Chevaux échappés, deuxième livre de la quadrilogie La Mer de la fertilité de Yukio Mishima, couvre en détail la rébellion la Société du Vent Divin, qui constitue le chapitre 9 du roman.

## Source de la traduction
- (en) Cet article est partiellement ou en totalité issu de l’article de Wikipédia en anglais intitulé « Shinpūren Rebellion » (voir la liste des auteurs).